# Ишалино (Башкортостан)
Иша́лино (баш. Ишәле) — деревня в Мечетлинском районе Республики Башкортостан Российской Федерации. Входит в состав Ростовского сельсовета.

## География

### Географическое положение
Расстояние до:
- районного центра (Большеустьикинское): 21 км
- центра сельсовета (Теляшево): 3 км
- ближайшей ж/д станции (Красноуфимск): 129 км

## Население
| 1939 | 1959 | 1970 | 1979 | 1989 | 2002 | 2009 |
| ---- | ---- | ---- | ---- | ---- | ---- | ---- |
| 303  | ↗351 | ↗368 | ↘299 | ↘237 | ↘209 | ↗213 |
| 2010 |      |      |      |      |      |      |
| ↗223 |      |      |      |      |      |      |

Национальный состав
Согласно переписи 2002 года, преобладающая национальность — башкиры (91 %).

## Религия
В деревне есть мечеть.

## Известные уроженцы
- Рашит Ахтари (наст. имя — Рашит Мингажевич Ахтаров; башк. Рәшит Әхтәри, Рәшит Минһаж улы Әхтәров; 1931—1996) — башкирский поэт. Член Союза писателей Башкирской АССР.